# افسونگری (فیلم)
افسونگری (انگلیسی: Witchery) با نام کاملِ خانه ۴ - افسونگری (ایتالیایی: La Casa 4 - Witchcraft) یک فیلم ترسناک ایتالیایی است که در سال ۱۹۸۸ منتشر شد.

## گزیدهٔ بازیگران
- دیوید هسلهاف
- لیندا بلر
- آنی راس
- هیلدگارد کنف
- کاترین هیکلند